# Bohdan Trukan

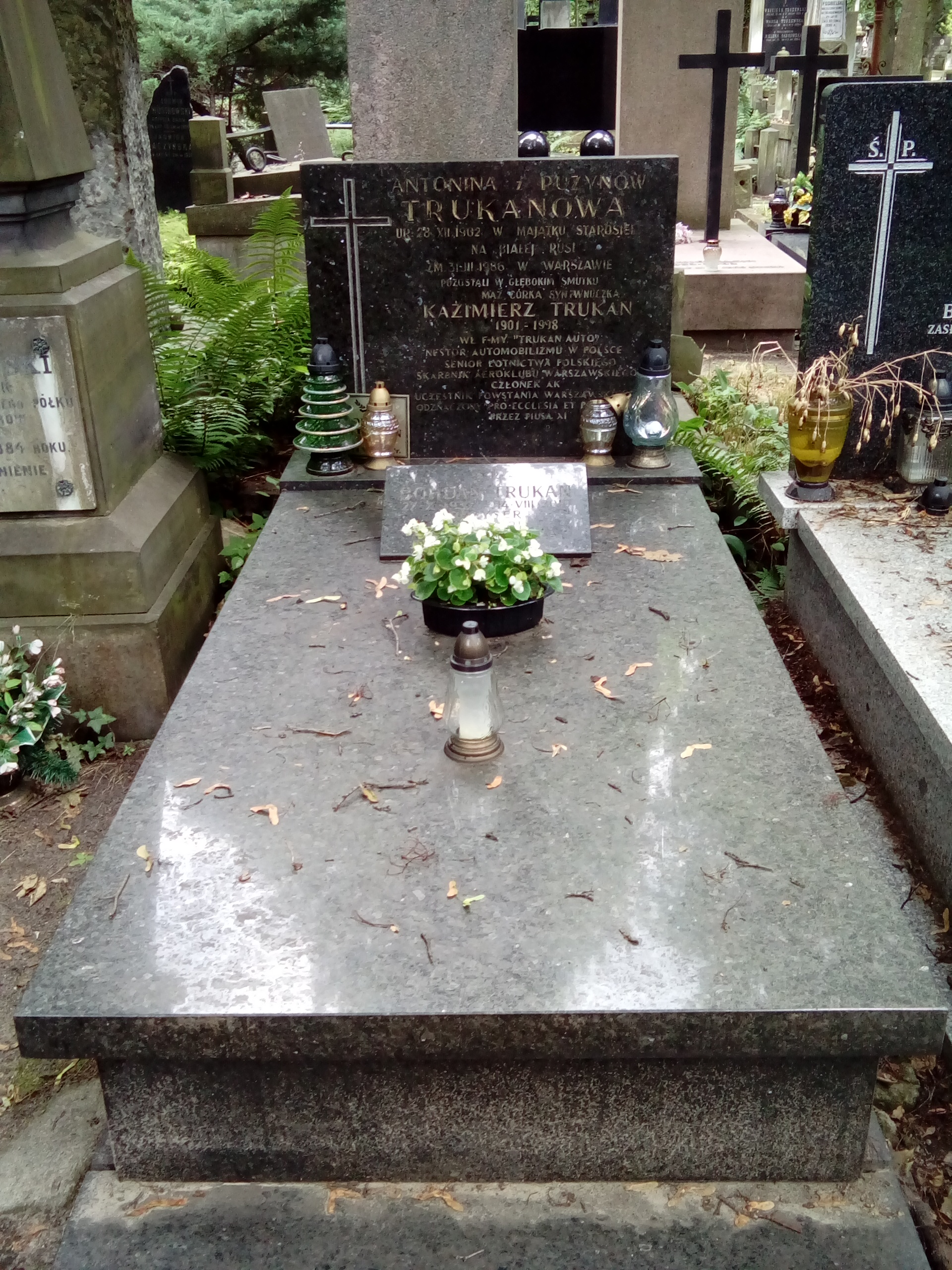
Grób Bohdana Trukana na cmentarzu Powązkowskim

Bohdan Trukan (ur. 27 października 1932 w Warszawie, zm. 14 sierpnia 2010 tamże) – polski reżyser telewizyjny i teatralny, profesor. 

## Życiorys
Absolwent Wydziału Aktorskiego PWST w Warszawie. W 1962 uzyskał również dyplom reżyserski. W latach 1955-69 związany z Telewizją Polską. Jego spektakle w Teatrze Telewizji to między innymi: "Szkoła żon" Moliera, "Spazmy modne" Wojciecha Bogusławskiego, "Dym" Iwana Turgieniewa, "Ożenek Rembrandta" Honoré de Balzaca, "Powrót do Lizbony" Güntera Eicha, "Miesiąc na wsi" Turgieniewa i "Wachlarz lady Windermere" Oscara Wilda. Zrealizował wiele przedstawień z udziałem najwybitniejszych artystów tamtych czasów, takich jak Gustaw Holoubek, Nina Andrycz czy Edmund Fetting.
W latach 70 wyemigrował za granicę. Najpierw związany był z BBC, później reżyserował spektakle i wykładał na uniwersytetach w Stanach Zjednoczonych i Australii.
Pochowany na cmentarzu Powązkowskim w Warszawie (kwatera 71-4-27).